# Josef Perl

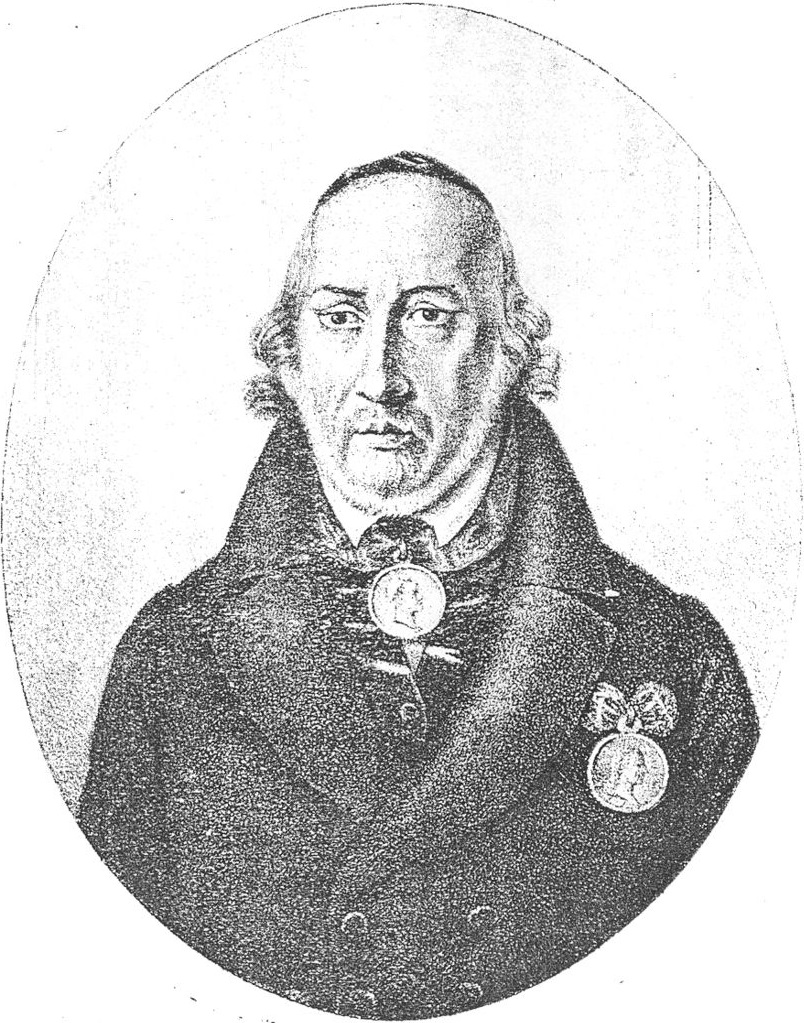
Josef Perl mit Goldmedaillen von Zar Alexander I. von 1816 und von Franz I. von 1821 für seine Verdienste im Bereich der Bildung

Josef Perl (auch Joseph Perl; * 10. November 1773 in Tarnopol; † 1. Oktober 1839 ebenda) war ein jüdischer Autor in Galizien. Er war Pionier der jüdischen Aufklärung in Galizien, ebenso aktiv als Reformer der Religion wie als Reformer in Schule und Unterrichtswesen, sowie hebräischer Schriftsteller (vor allem Satiren, worin er die Chassidim bekämpfte und sich als guter Charakterdarsteller erweist) und Mäzen. Er benutzte teilweise das Pseudonym Jakob Obadja oder Ovadyah ben Petaḥyah.

## Werke (Auswahl)
- Sefer Megaleh temirin: ki-shemo ken hu : megaleh devarim asher hayu ʿad ʿatah ṭemirin ṿe-neʿelamim ["Die entdeckten Geheimnisse"], Wien, 1819 (, Digitalisat) (Satirischer Angriff auf die chassidische Schrift "Schiwchej ha-ba'al schem tow", u. a. darin enthaltene Legenden persiflierend. Jiddisch erst 1937 veröffentlicht)[4]
  - Dov Taylor (Hrsg.): Joseph Perl's Revealer of Secrets: The First Hebrew Novel. Westview Press, Boulder, Colorado 1997, ISBN 0-8133-3212-5.
- Divre tsadiḳim : le-hodiʿa ezeh derekh yishkon or : kolel shalosh igerot ṿe-sihah ben shene hasidim, Wien, 1830 () ("Worte der Gerechten"; Dialog zweier Chassidim über Megale temirin von Yitsḥak Ber Levinzon nebst Briefen von Perl)
- Sefer Bohen tsadiḳ: o muva deʿot shonot ʿal odot ha-sefer Megaleh temirin ...., Prag, 1838 (, Digitalisat, Digitalisat) ("Auf der Suche nach einem Gerechten", satirische anti-chassidische Utopie, aber auch die Anhänger des Rabbinismus und sogar die Maskilim bleiben vor beissender Kritik nicht verschont)
- Samuel Werses / Chone Shmeruk (Hgg.): Yosef Perl: Ma'asiyot ve'iggerot mitsadiqim 'amitiim ume'anshei shelomenu, Jerusalem 1969. ("Geschichten und Briefe wahrer Gerechter und Männer unseres Glaubens", Parodie auf die 1816 und 1818 verfassten Erzählungen von Rabbi Nachman von Bratslav)